# Александринский
Александринский — хутор в Богородицком районе Тульской области России.
В рамках административно-территориального устройства входит в Новопокровский сельский округ Богородицкого района, в рамках организации местного самоуправления включается в Иевлевское сельское поселение.

## География
Расположен в 10 км к северо-западу от города Богородицка. В 2 км западнее проходит участок федеральной трассы М4 «Дон».

## Население
| 2002 | 2010 |
| ---- | ---- |
| 370  | ↘349 |